# Fulton (Alabama)
Fulton é uma cidade  localizada no estado americano do Alabama, no Condado de Clarke.

## Demografia
Segundo o censo americano de 2000, a sua população era de 308 habitantes.
Em 2006, foi estimada uma população de 302, um decréscimo de 6 (-1.9%).

## Geografia
De acordo com o United States Census Bureau, a localidade tem uma área de 6,5 km², sem área coberta por água.

## Localidades na vizinhança
O diagrama seguinte representa as localidades num raio de 40 km ao redor de Fulton.